# Wojciech Student
Wojciech Jan Student (ur. 23 kwietnia 1966 w Rybniku, zm. 28 października 2017 w Rzymie) – polski architekt i działacz samorządowy.

## Życiorys
Był absolwentem Wydziału Architektury Politechniki Śląskiej w Gliwicach. Należał do SARP pełniąc funkcję sędziego konkursowego Oddziału SARP w Katowicach. Był członkiem Śląskiej Okręgowej Izby Architektów RP, piastując funkcję wiceprzewodniczącego jej komisji rewizyjnej. Był również członkiem Wojewódzkiej Komisji Urbanistyczno-Architektonicznej.
Od 2015 był pełnomocnikiem prezydenta miasta Rybnika, w randze wiceprezydenta odpowiadając za inwestycje oraz gospodarkę przestrzenną.
Jako architekt był między innymi autorem projektu kinoteatru "Scena na Starówce" Miejskiego Ośrodka Kultury w Żorach z 2004, gmachu Ambasady RP w Bukareszcie z 2005, gmachu Ambasady RP w Brukseli z 2006, komendy Policji w Żorach z 2008, a także współautorem wspólnie z Markiem Pelcem, Adamem Patasem, Tomaszem Nosiadkiem i Krzysztofem Sobikiem, projektu hali widowiskowo-sportowej "ZAK" w Kędzierzynie-Koźlu nagrodzonej tytułem Mister Architektury 2005 oraz wspólnie z Markiem Pelcem, Rafałem Paszendą, Tomaszem Nosiadkiem i Krzysztofem Sobikiem – autorem projektu hali sportowej w Kwidzynie. Brał także udział w pracach na terenie renesansowego zamku w Polskiej Cerekwi. 
Zmarł nagle 28 października 2017 w Rzymie, w trakcie wyjazdu rodzinnego. Pochowany na Cmentarzu Komunalnym przy ul. Rudzkiej w Rybniku.